# Paddy Greenwood
Paddy Greenwood (Londra, 8 febbraio 1946) è un ex calciatore inglese, di ruolo difensore.

## Caratteristiche tecniche
Era un terzino sinistro.

## Carriera
Dopo aver giocato nelle giovanili dell'Hull City nel 1965, all'età di 19 anni, esordisce nella prima squadra dei Tigers (e, più in generale, tra i professionisti) vincendo il campionato di terza divisione nella sua prima stagione. Successivamente dal 1966 al 1971 gioca in seconda divisione sempre nell'Hull City, con cui nell'arco di sei stagioni (compresa quindi anche la prima annata in terza divisione) totalizza complessivamente 149 presenze e 3 reti in partite di campionato. Successivamente trascorre la stagione 1971-1972 in terza divisione al Barnsley, club con il quale dal 1972 al 1974 gioca invece in quarta divisione, per un totale di 111 presenze e 6 reti. Nel 1974 gioca poi nella NASL con i Boston Minutemen, collezionando 19 presenze e 4 reti, grazie alle quali a fine stagione viene anche nominato tra i NASL All-Stars; torna poi in patria, dove tra il 1974 ed il 1976 gioca in totale 15 partite in seconda divisione con la maglia del Nottingham Forest, per poi sempre nel 1976 tornare ai Boston Minutemen, dove chiude la carriera all'età di 30 anni dopo ulteriori 5 presenze nella NASL.
In carriera ha totalizzato complessivamente 275 presenze e 9 reti nei campionati della Football League, oltre a 24 presenze e 4 reti nella NASL.

## Palmarès

### Club

#### Competizioni nazionali
- Third Division: 1

Hull City: 1965-1966